# Ак-Булун (Нарынская область)
Ак-Булун (кирг. Ак-Булуң) — село в Нарынском районе Нарынской области Кыргызстана. Входит в состав Чет-Нуринского айылного аймака.

## География
Село расположено в центральной части области, в высокогорной зоне, на правом берегу реки Нарын, на расстоянии приблизительно 18 километров (по прямой) к востоку от города Нарын, административного центра области и района. Абсолютная высота — 2195 метров над уровнем моря.

## Население
Согласно оценочным данным Национального статистического комитета Кыргызской Республики, численность населения села на начало 2023 года составляла 322 человека.
| год     | 2009 | 2014 | 2015 | 2020 | 2021 | 2023 |
| ------- | ---- | ---- | ---- | ---- | ---- | ---- |
| человек | 309  | 352  | 328  | 344  | 343  | 322  |